# Вулиця Долинського
Вулиця Долинського — вулиця у Шевченківському районі міста Львів, місцевість Замарстинів. Прямує від вулиці Богдана Хмельницького до вулиці Кушевича та утворює перехрестя з вулицею Замарстинівською.

## Історія
Вулиця прокладена 1874 року на землях, що належали родині Сапігів, уздовж залізничної колії на Підзамче. Спочатку мала назву Об'їздова (або Об'їзд), адже цією вулицею об'їжджали шлагбаум на вулиці Жовківський, коли той був закритий . Наприкінці XIX століття на вулиці розташовувався комісаріат (ляндвійтовський уряд) Жовківської дільниці. У 1879—1880 роках вулицею мали прокласти лінію кінного трамваю до станції Підзамче, проте проєкт не був реалізований.
У 1936 році вулицю перейменували на вулицю Лімановського, на честь польського політичного діяча, історика Болеслава Лімановського. У 1946 році до вулиці приєднали частину сусідньої вулиці Кушевича та перейменували на честь львівського художника епохи бароко Луки Долинського.

## Забудова
На вулиці забудована лише з парного боку, адже вздовж непарного боку пролягає залізнична колія. Забудову вулиці складають переважно чиншові кам'яниці, споруджені на межі XIX—XX століть.
Будинок № 2 зведений у стилі історизму близько 1890 року на місці старої будівлі. На початку XX століття тут мешкав львівський скульптор Йосип Делькевич. Біля будинку, за тією ж адресою розташовувалося будівельне підприємство (будівля не збереглася). З 1874 року у будинку також розташовувалася аптека «Під Надією» доктора Тита Зарицького. За радянських часів тут також була аптека, але 2019 року частина приміщення колишньої аптеки була продана новим власникам і тут нині триває ремонт. У будинку № 2-А за часів Другої польської республіки діяла пекарня Баумвурцеля, від 2016 року після реконструкції існуючого будинку тут відкрився готель «Долинський».
В будинку № 4. містився приватний медичний кабінет (екстрені випадки), що належав до сорок п'ятого району дільничних лікарів м. Львова.
Двоповерховий будинок № 6 споруджений у 1880-х роках, на початку XX століття у будинку з'явився балкон із сецесійний поруччям. 1904 року у цьому будинку парох церкви Параскеви П'ятниці отець Стефан Мохнацький заснував читальню та філію товариства «Просвіта» у Жовківському передмісті міста Львова.
Двоповерховий будинок № 8 зведений близько 1890 року і оздоблений у стилі еклектичного історизму. В інтер'єрі кам'яниці збереглася декоративна сецесійна плитка та металеве поруччя сходів, в екстер'єрі — тридільна металева брама і ґратами, виконаними у стилі модерн. Наприкінці XIX — на початку XX століть у будинку містився комісаріат поліції Жовківської дільниці. Також тут були і приватні помешкання, в одному з яких, зокрема, мешкав архітектор Аґенор Смолюховський. В будинку у міжвоєнний період діяла синагога «Ребе Бецалель Маґід».
Будинок № 10, що на розі з вулицею Замарстинівською зведений близько 1910 року у стилі пізньої сецесії. Збереглася старовинна дводільна металева брама із сецесійним оздобленням. Від радянських часів тут міститься аптека (наріжний вхід, тепер — аптечний пункт мережі «Сімейна аптека»), у цій самій кам'яниці (вхід від вулиці Долинського) — салон краси «Красуаль».
На розі з вулицею Замарстинівською стояла дерев'яна греко-католицька церква Воскресіння Христового. Під час касаційних реформ австрійського уряду кінця XVIII століття, а саме у 1784 році церква була закрита та розібрана наприкінці XVIII — на початку XIX століть.